# Stellingsmoor
Koordinaten: 53° 13′ 48,4″ N, 9° 14′ 36,2″ O
Das Stellingsmoor liegt im niedersächsischen Landkreis Rotenburg (Wümme) zwischen Steinfeld (Gemeinde Bülstedt) und Wehldorf (Gemeinde Gyhum). Im Stellingsmoor hat die Bade, ein linker Nebenfluss der Oste, ihre Quelle. 
Nordwestlich in unmittelbarer Nähe des Landschaftsschutzgebietes liegt das 320 ha große Naturschutzgebiet Hemslinger Moor.